# Římskokatolická farnost u kostela Matky Boží před Týnem Praha-Staré Město
Římskokatolická farnost u kostela Matky Boží před Týnem v Praze na Starém Městě je jedno z územních společenství římských katolíků v historickém jádru hlavního města České republiky v I. pražském vikariátu s farním kostelem Matky Boží před Týnem na Staroměstském náměstí a několika dalšími historicky významnými kostely, které dříve tvořily samostatné farní obvody. sv. Jakuba Staršího náležející ke klášteru otců minoritů má potom svou vlastní na diecézní farnosti nezávislou duchovní správu. Při kostele sv. Havla působí dále bratři karmelitáni z konventu v Praze Liboci.

## Dějiny farnosti
Důležitost Týnské farnosti je dána již samotnou polohou v centru Starého Města pražského, které se ve středověku postupně stává jádrem metropole Českého království, a nedaleko hlavního náměstí. Tu podtrhuje i postavení samotného farního kostela, který je považován po katedrále za nejvýznamnější pražský kostel. Vzhledem k demografickému vývoji v historickém centru Prahy a celkovému úbytku věřících byly k tomuto kostelu, který byl původně v rámci farnosti jediný, postupně připojeny další původně farní kostely (sv. Havel, sv. Haštal, sv. Jakub), čímž se území farnosti rozrostlo. Dějiny farnosti se tak dnes skládají z dějin několika původně samostatných farních obvodů.

### Kostel Matky Boží před Týnem
Jádro dnešní farnosti tvoří území v okolí Týnského chrámu východně od Staroměstského náměstí. První románský předchůdce dnešního kostela zasvěcený Panně Marii vzniká na začátku 12. století při špitále patřícího k Týnskému dvoru. První písemná zmínka se váže k roku 1135 a patronátní právo ke kostelu podle ní náleželo Vyšehradské kapitule. V průběhu 13. století se stává kostelem farním a záhy se řadí mezi nejvýznamnější farní osady, podle kterých se dělila Praha. Vzhledem k důležité poloze a postupné emancipaci farní obce, kterou tvořili nejbohatší občané, zejména kupci částečně německé národnosti, propuká na sklonku 13. století spor o podací právo ke kostelu mezi farníky a kapitulou, které je vyřešeno smírem až ve 20. letech 14. století. Kapitula sice měla i nadále rozhodovat o dosazování faráře střídavě s farníky, do dění kolem kostela však postupně zasahovat přestala. Již na přelomu 13. a 14. století nahradil románskou stavbu raně gotický trojlodní kostel. V polovině 14. století potom farníci přistoupili k zahájení novostavby dnešní vrcholně gotické monumentální baziliky, která se stala jedinečnou architektonickou dominantou Starého Města. Vzhledem k válečným událostem a celkové náročnosti projektu došlo k dokončení výstavby až na počátku 16. století.
Kostel se poměrně záhy přiklonil na proreformní stranu Husových přívrženců. Po vypuknutí husitských bouří patří v Praze mezi přední kostely strany podobojí a tím zůstává až do Bělohorské bitvy. Na týnské faře působily některé významné osobnosti utrakvismu v roli faráře, např. Jan Rokycana volený ale nikdy nepotvrzený pražský arcibiskup. Roku 1621 se farnost stává opět katolickou, kterou zůstala kromě krátké přestávky roku 1632, až dodnes.

## Kostely farnosti
| Kostel                            | Místo                | Bohoslužba                                                              |
| --------------------------------- | -------------------- | ----------------------------------------------------------------------- |
| Matky Boží před Týnem             | Staroměstské náměstí | ne 9.30 21.00, út-čt 18.00, pá 15.00, so 8.00.                          |
| sv. Havla                         | Havelská ul.         | ne 8.00 ranní chvály, 8:30 mše sv.; po-pá 12.15 kromě července a srpna. |
| sv. Haštala                       | Haštalské náměstí    | ne 11.00 všechny kromě poslední neděle v měsíci                         |
| sv. Ducha                         | Dušní ulice          | ne 9.30                                                                 |
| sv. Jakuba Staršího               | Malá Štupartská ul.  | ne 8.30, 10.30.                                                         |
| konventní kaple sv. Anny          | Malá Štupartská ul.  | po-st 6.45, čt-pá 6.45, 17.00 so 8.00.                                  |
| nemocniční kaple sv. Anežky České | Na Františku 8       | so 15.00.                                                               |

## Osoby ve farnosti
- Mgr. Vladimír Kelnar, farář